# Pseudoacanthocephalus xenopeltidis
Pseudoacanthocephalus xenopeltidis är en hakmaskart som först beskrevs av Arthur Everett Shipley 1903.  Pseudoacanthocephalus xenopeltidis ingår i släktet Pseudoacanthocephalus och familjen Echinorhynchidae. Inga underarter finns listade i Catalogue of Life.